# Калуђер (Вукосавље)
Калуђер је насељено мјесто у општини Вукосавље, Република Српска, БиХ. Према попису становништва из 2013. године, у насељу је живјело свега 5 становника.

## Становништво
По прелиминарним резултатима пописа из 2013. године, насеље Калуђер је имало 5 становника.
| Националност | 2013. |
| Укупно       | 5     |

| Демографија | Демографија | Демографија |
| Година      | Становника  | Становника  |
| ----------- | ----------- | ----------- |